# Alexandre Pandóssio
Alexandre Pandóssio (Ribeirão Preto, 8 de fevereiro  de 1962 — Criciúma, 17 de fevereiro de 2015), foi um treinador e ex-futebolista brasileiro que atuou como goleiro.

## Carreira

### Jogador
Iniciou a carreira nas categorias de base do Comercial FC de Ribeirão Preto em 1977. Em 1981, foi para a base do Sertãozinho FC, e em 1984 foi defender a Sociedade Esportiva Matsubara, do Paraná.
Estreou no futebol profissional em 1985, no Noroeste de Bauru, onde jogaria até 1987, quando disputou a segunda divisão paulista pelo time; transferindo-se na sequência para o Mogi Mirim, onde ficaria por um ano.
Alexandre chegou ao Criciúma de Santa Catarina em 1989 e jogaria no Tigre até 1995. No seu segundo ano no clube, participou da grande campanha do Tigre que chegou na semifinal da Copa do Brasil de Futebol de 1990, mas acabou sendo derrotado pelo Goiás. No ano seguinte, Pandóssio se consagrou na conquista mais importante do Criciúma, a Copa do Brasil de Futebol de 1991, que deu o direito ao clube de disputar sua primeira Libertadores da história. Também foi titular durante a disputa da Copa Libertadores de 1992, quando o Criciúma foi o primeiro do grupo e avançou até as quartas de final, parando apenas no São Paulo, treinado por Telê Santana. Pelo Tigre, Alexandre também foi campeão do Campeonato Catarinense de 1990, 1991 e 1993.
Alexandre deixou o Criciúma em 1995 indo jogar no AE Araçatuba. No mesmo ano foi para o Botafogo FC de Ribeirão Preto, onde ficaria até 1996. No Botafogo, Alexandre começou a se interessar pela carreira de treinador.
Depois de uma curta passagem pelo União Barbarense entre 1996 e 1997, Alexandre foi jogar no SE Gama do Distrito Federal.
No início de 1998, Alexandre voltou para o Criciúma para disputar o Catarinense, e ser novamente campeão estadual, aumentando o status de ídolo no Tigre. Ao todo, vestiu o manto carvoeiro em 302 oportunidades.
Ainda voltaria ao SE Gama em 1998, para participar do elenco Campeão Brasileiro da Série B em cima do ex-clube de sua cidade natal, o Botafogo FC de Ribeirão Preto.
Em 1999, Alexandre permaneceu no Gama, disputando a Série A do Brasileiro. O time do Distrito Federal, terminou em décimo quarto na competição.
Em 2000, Alexandre foi recontratado pelo União Barbarense, para disputar a Série C do Brasileiro, mas, após os problemas judiciais envolvendo o SE Gama, o Botafogo FC de Ribeirão Preto, a CBF e o Clube dos 13, o Campeonato Brasileiro foi cancelado, sendo disputado em seu lugar a Taça João Havelange. Como não haveria rebaixamentos, o presidente do União Barbarense decidiu reincidir o contrato de Pandóssio, apostando em jogadores da base do clube. Após essa decepção, Alexandre não encontrou mais clubes, e decidiu encerrar a carreira.

### Treinador
Desde quando ainda era jogador, Alexandre queria ser treinador. Sua primeira experiência fora dos gramados foi no ex-clube que o consagrou, o Criciúma, onde foi técnico das categorias de base, e como auxiliar-técnico do profissional, conquistou o Brasileiro da Série B em 2002.
Ainda nas categorias de base, foi técnico do Atlético Rondoniense em 2007, e no mesmo ano, voltou a Santa Catarina para estrear como técnico profissional. Lá treinou o Cidade Azul de 2007 a 2008, depois foi para o Maga de Indaial, onde disputou a divisão de acesso e terminou sem marcar pontos.
Na sequência foi contratado pelo Imbituba em abril de 2010.
Após passar pelo Imbituba, foi para o Próspera, clube que treinou em 2011, mas retornou ao Imbituba em 2012, onde faria seu último trabalho no futebol profissional.

## Vida pessoal

### Vida fora do campo
Pandóssio era casado com Raquel, com quem tivera dois filhos, Alessandra e Rafael. Depois que deixou o futebol, foi trabalhar como corretor de imóveis e chegou a ser comentarista esportivo numa rádio local de Criciúma.

### Morte
Alexandre estava afastado do futebol profissional desde 2012, e estava junto de amigos numa praia em Balneário Rincão, no sul de Santa Catarina, quando por volta de onze horas começou a passar mal durante uma partida de futevôlei. Após ter cabeceado uma bola, Alexandre teria desmaiado. Três médicos da região que, coincidentemente, estavam na praia foram os primeiros a prestar os socorros de emergência. Alexandre teve uma sequência de oito paradas cardíacas e foi encaminhado para o hospital pelo Serviço de Atendimento Móvel de Urgência (SAMU). Alexandre morreu por volta das 14h15min no Hospital São José.
Em uma forma de homenagem, a esposa do goleiro, Raquel Borges Pandóssio, juntos com os dois filhos e o neto, jogaram parte das cinzas dele no gramado do estádio Heriberto Hülse no intervalo do jogo entre Criciúma e Macaé.
Em homenagem à memória de Alexandre, a Federação Catarinense de Futebol respeitou um minuto de silêncio nas cinco partidas do Campeonato Catarinense Série A 2015, válidas pela 5ª rodada da 1ª fase.

## Títulos

### Como jogador
Criciúma
- Campeonato Catarinense: 1990, 1991, 1993 e 1998[7][22][23]
- Copa do Brasil: 1991[6][7][22][23]

Gama
- Série B do Brasileiro: 1998
- Campeonato Brasiliense: 1998 e 1999

### Como Técnico (ou Auxiliar-Técnico)
Criciúma
- Série B do Brasileiro: 2002 auxiliar-técnico